# ليسوم قليل الأزهار
ليسوم قليل الأزهار (الاسم العلمي: Illicium oliganthum) هو نوع نباتي يتبع جنس الليسوم من فصيلة الشزندرية.